# Alcea koelzii
Alcea koelzii là một loài thực vật có hoa trong họ Cẩm quỳ. Loài này được Riedl mô tả khoa học đầu tiên năm 1976.